# Linksruck
Linksruck (ruk naar links) was een Duitse trotskistische organisatie, opgericht in 1993 als afsplitsing van de Sozialistische Arbeitergruppe. De organisatie werd door de Duitse binnenlandse inlichtingendienst Bundesamt für Verfassungsschutz aangemerkt als linksextremistisch. In 2007 stemde de organisatie om zichzelf op te heffen.
Linksruck was lid van International Socialist Tendency, waartoe ook de Nederlandse organisatie Internationale Socialisten behoort.